# Starka pri peki jajc
Starka pri peki jajc, je žanrska slika Diega Velázqueza, nastala v njegovem seviljskem obdobju. Datum ni natančno znan, vendar se domneva, da je okoli preloma leta 1618 pred njegovo dokončno selitvijo v Madrid leta 1623. Slika je v Škotski narodni galeriji v Edinburghu. Velázquez je v zgodnjih slikah, kot je ta, pogosto uporabljal like delavskega razreda, v mnogih primerih je kot modele uporabljal svojo družino; starka se tu pojavi tudi v njegovem Kristusu v hiši Marte in Marije (1618). Obstaja nekaj spora o tem, kakšen postopek kuhanja je dejansko upodobljen, pri čemer nekateri nakazujejo, da ni cvrtje, ampak poširanje, kar vodi do alternativnega naslova slike, Starka kuha jajca.
Starka pri peki jajc velja za eno najmočnejših Velázquezovih zgodnjih del. Tako kot drugi kaže vpliv chiaroscura, z močnim svetlobnim virom, ki prihaja z leve in osvetljuje žensko, njen pribor in jajca, medtem ko vrže ozadje in fanta, ki stoji desno od nje, v globoko senco. Tu je svetlina zelo intenzivna, tako zelo, da bi bilo nemogoče videti steno na dnu slike, razen košare, ki visi z nje; hkrati mu uspe združiti motno temo in visoke kontraste svetlobe in sence z uporabo subtilnih odtenkov in palete, v kateri prevladujeta oker in rjava. Kompozicija je organizirana kot oval s srednjimi figurami v najbližji ravnini in tako pritegne gledalca.
Realizem je skoraj fotografski in prikazuje vsakdanje krožnike, jedilni pribor, ponve, tolkače, vrče in možnarje, ujame poseben sijaj na stekleni površini in igro svetlobe na meloni, ki jo nosi deček. Posebej dobro je ujeta ponev z odsevi in jajčnimi beljaki. Velázquez se je posebej potrudil tudi pri podrobnostih rok obeh figur.